# Боснійці
Боснійці (сербохорв. Bosanci / Босанци; чоловік: Bosanac / Босанац, жінка: Bosanka / Босанка) — збірна назва населення Боснії і Герцеговини, яку застосовують до громадян цієї країни незалежно від їх етнічного походження і релігійних світоглядів, а також назва жителів регіону Боснія в цій країні (за аналогією із назвою «герцеговинці»). Ті, хто проживає в меншому географічному регіоні Герцеговини, зазвичай воліють називати себе герцеговинці (сербохорв. Hercegovci / Херцеговци; чоловік: Hercegovac / Херцеговац, жінка: Hercegovka / Херцеговка). Може застосовуватися у словосполученні «боснійці і герцеговинці», щоб охоплювати всіх громадян країни, які проживають в обох історичних областях.
Під терміном «боснійці» мають на увазі, як правило, три найбільші нації країни — босняки, серби і хорвати (пор. — «українці» як позначення всіх громадян України незалежно від їх національного походження і «українці», як національність і найчисленніша державотворча нація України).

## Термінологія

### В українській мові
Самоназва одного з трьох найбільших етносів Боснії і Герцеговини — босняки. Під цим ім'ям розуміють жителів Боснії і Герцеговини, які успадкували боснійсько-мусульманську культуру (сповідують іслам, носять мусульманські імена і прізвища) і походять від слов'янського населення середньовічної Боснії (сербів і хорватів). Українською мовою їх називають у різних джерелах «боснійці», «боснійські мусульмани», «слов'яни-мусульмани», «бошняки-мусульмани», «босняки» тощо. Велика українська енциклопедія щодо етносу застосовує термін «босняки».

### В англійській мові
В англійській мові як екзонім для позначення всього населення Боснії і Герцеговини застосовується термін «Bosnians», що відповідає українському «боснійці», хоча в старовинній англійській літературі їх називали «Bosniacs» або «Bosniaks», що зараз відповідає назві етносу — «босняки». Щоб розмежовувати населення за конфесіями, тих, що сповідують християнство, називали «Christian Bosniacs» або «Christian Bosniaks» (букв. «босняки-християни»), а тих, що сповідують іслам, — «Mohammedan Bosniacs» або «Mohammedan Bosniaks» (букв. «босняки-мусульмани»). З кінця XX століття терміни «Bosniaks» і «Bosniacs» застосовуються тільки стосовно етносу мусульманського походження, а «Bosnians» — щодо всього населення Боснії і Герцеговини (як мусульман, так і християн).

## Історія

Територіальна експансія боснійської держави в Середньовіччі

### Середньовіччя
Назва Боснія з'явилася у візантійських літописах у середині X століття і писалося по-грецьки як Βόσονα (Босона), позначаючи регіон. До цього моменту майже закінчилося велике переселення народів епохи кінця Стародавнього світу і початку Середньовіччя: у VI—VII ст. на Балканський півострів і на всю територію Східної Римської імперії прийшли південнослов'янські племена, що розселилися по всій Південно-Східній Європі. Вони витіснили романізоване населення колишніх римських провінцій Далмація, Превалітана, Паннонія Секунда, Паннонія Савія тощо. Слов'яни поселилися в долинах і на рівнинах, а романізовані народи пішли в гори. Незабаром з'явилися і слов'янські держави.
У XII столітті утворено Боснійський банат, територія якого знаходилася в долині річки Босна. Історики та лінгвісти сперечаються про те, звідки з'явилася назва країни, проте відомо, що спочатку місцевих жителів за назвою річки або країни називали «<a href="./Бошняни" rel="mw:WikiLink" data-linkid="undefined" data-cx="{&amp;quot;userAdded&amp;quot;:true,&amp;quot;adapted&amp;quot;:true}">бошняни</a>». У XIII—XIV століттях Боснійський банат розширився, включивши в себе такі регіони, як Солі, Усора, Доні-Краї і Захумле. Жителі цих регіонів зберігали свою регіональну індивідуальність. В 1377 році було утворено Боснійське королівство, яким правила династія Котроманичів і до складу якого увійшли території середньовічних Сербії та Хорватії. Таким чином, підданими Боснійського королівства стали православні і католики нарівні з парафіянами Боснійської церкви, чиє національне походження все ще є предметом суперечок істориків і які самі себе називали «крстянами» (босн. krstjani, букв. «християни»). Багато істориків називали «крстян» сектантами-маніхеями, пов'язаними так чи інакше з болгарською сектою богомилів, однак доказів тому немає. Боснійську церкву православні і католики називали єретичною, намагаючись всіляко її заборонити. Внаслідок цього будь-якого іншого релігійного самовизначення у боснійців у Середньовіччі так і не виникло.

### Османська імперія
У XV столітті Османська імперія підкорила Балкани: з моменту Косовської битви 1389 року і аж до кінця століття турки-османи захопили всю територію Греції і взяли Константинополь, який став Стамбулом, Сербію, частину Болгарії і Хорватії, а також Боснію. Приєднані до турецьких володінь боснійські землі, що раніше належали Хорватському і Боснійському королівству, стали відомі вже як Турецька Хорватія або Боснійська Країна. Місцеве населення стало навертатися в іслам, що додало ще один компонент до складної боснійської етно-релігійної ідентичності. Зникла Боснійська церква: на думку одних істориків, боснійські «крстяни» в більшості своїй навернулися в іслам; інші ж вважають, що Боснійська церква не дожила до турецької навали. Так чи інакше, до XVII століття близько двох третин населення країни сповідували іслам: це були слов'яни-мусульмани.

### Австро-Угорщина

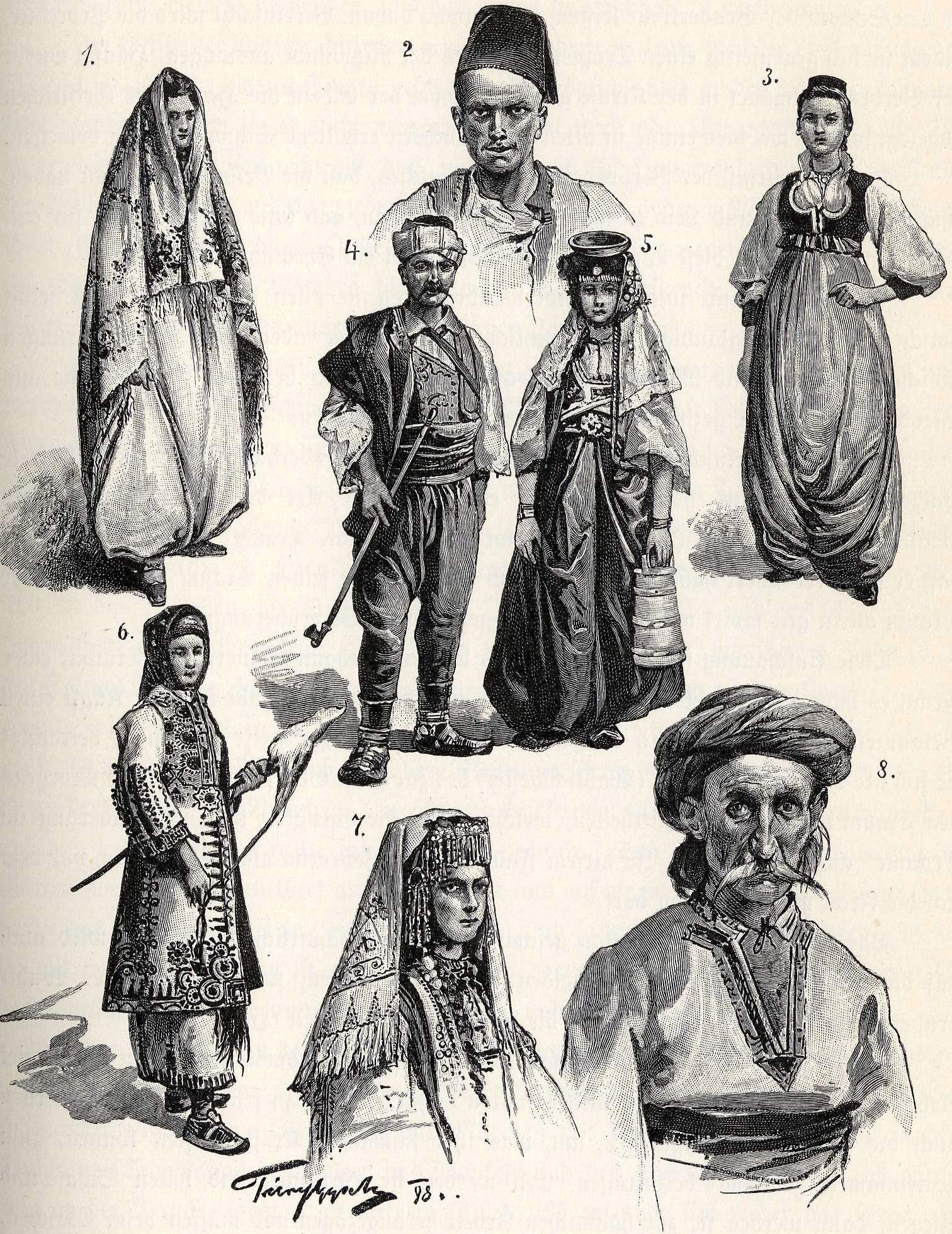
Боснійці в епоху Австро-Угорщини

У 1878—1918 роках територію Боснії та Герцеговини контролювала Австро-Угорщина, яка скористалася слабкістю Османської імперії і приєднала до себе частину боснійських земель. Імперський міністр фінансів Беньямін фон Каллай, призначений розпорядженням Відня фактичним керівником Боснії, став пропагувати «боснійство» або «бошняцтво» (босн. Bošnjaštvo), якими намагався вселити боснійському населенню почуття приналежності до великої і могутньої нації. Ідея полягала у створенні багатоконфесійного боснійського народу, представники якого розмовляли б боснійською мовою і сповідували б три основні конфесії (іслам, католицизм, православ'я), будучи рівними в правах.. Боснію намагалися штучно ізолювати від іредентистів із Сербії, Хорватії та Османської імперії, а затяті іредентистські настрої представників цих народів Боснії — всіляко припинити і придушити, оскільки національне відродження хорватів і сербів припало якраз на середину XIX століття. Ні хорвати, ні серби не визнавали боснійського народу, вважаючи боснійців представниками власних народів, які просто були звернені в іслам — сербо-хорватську ідею самі боснійські мусульмани, відповідно, визнавати відмовлялися. Смерть Каллая призвела до провалу політики боснійства, і до початку Першої світової війни в Боснії утворилися три конкурентні політичні угрупування: мусульман, католиків і православних. Американці Роберт Доня і Джон Файн писали:

Самовизначення боснійця — неважливо, чи пов'язано це з географічною батьківщиною, чи підданство — має багатовікове коріння, а самовизначення боснійця-християнина як серба або хорвата налічує не більше століття. Ідея бути боснійським мусульманином у «національному» (не релігійному) сенсі ще недавніша.
Оригінальний текст (англ.)
A Bosnian's identity as a Bosnian - even if it originally referred to his geographical homeland or state membership - has roots going back many centuries, whereas the classification of any Christian Bosnian as a Serb or a Croat goes back barely a century. The idea of being Bosnian Muslim in a "national" (as opposed to a religious) sense is even more recent.

### Югославія
В Королівстві Югославії спочатку були три рушійні сили: серби, хорвати і словенці. На території Боснії і Герцеговини місцеве населення в довоєнні і післявоєнні роки називали не боснійцями, не бошняками, а мусульманами, тим самим виділяючи їх за ознакою релігійного віросповідання (це зафіксовано і в перепису 1991 року). В Югославії переписи населення часто були об'єктами політичних маніпуляцій, оскільки підрахунок представників кожної національності міг зрушити баланс на чиюсь користь. 1947 року боснійські мусульмани зажадали внести в конституцію згадки про «боснійців», проте цю вимогу було відхилено. В перепису 1948 року їм пропонувалося назвати себе «сербом-мусульманином», «хорватом-мусульманином» або «мусульманином, що не визначився з національністю» (саме цей пункт вибирали більшість). 1953 року в перепису переважна частина босняків вказувала національність «югослов'янин, що не визначився з національністю».
1961 року боснійських мусульман визнали ще однією етнічною групою, що відбилося і на гербі СФРЮ, однак не визнали їх державотворчою нацією. 1964 року IV Конгрес Союзу комуністів Боснії і Герцеговини визнав право босняків на самовизначення, а 1968 року на зустрічі ЦК Союзу комуністів Боснії і Герцеговини босняки були визнані окремим народом, хоча керівництво вирішило не називати їх «боснійцями» або «босняками». Від 1971 року в перепису вказувалася категорія «мусульмани за національністю», яка була присутня в документах до розпаду Югославії.

### Наші дні
Національність «босняки» в документах з'явилася вперше 1990 року, замінивши термін «мусульмани за національністю». Мусульманське населення Боснії і Герцеговини визнало це за компроміс: в роки існування Османської імперії відмінності робилися за релігійними переконаннями людини, а не за національним походженням. 2013 року, за оцінками перепису населення, частка тих, що назвали себе боснійцями, босняками або мусульманами не перевищувала 2,73 %.

## Релігія

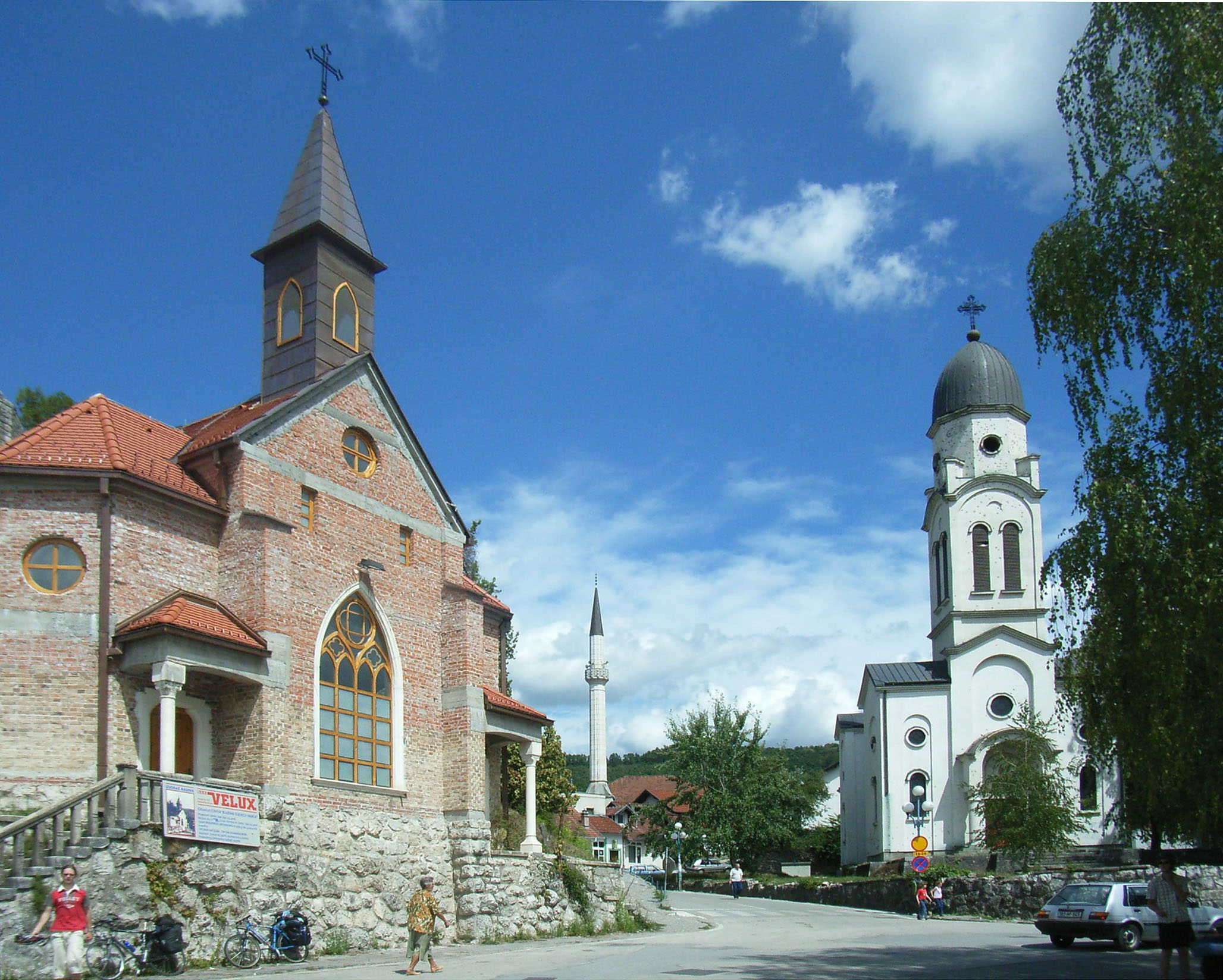
Босанська-Крупа: мечеть, католицький і православний храми

За даними останнього перепису населення 2013 року в Боснії і Герцеговині, невелика частина населення називала себе «боснійцями», внаслідок чого встановити зв'язок між національним самовизначенням і релігійними віруваннями у цієї групи людей досить важко. Антрополог Тоні Брінга писала, що не можна зрозуміти ні босняка, ні хорвата, ні серба, якщо посилатися тільки на іслам або християнство відповідно, але треба враховувати особливий боснійський контекст, виражений у спільній історії боснійців ісламського і християнського походження. Значна частина боснійців дотримуються світського етикету і світської культури, що обумовлено відділенням релігії від держави, закріпленим у роки перебування Боснії і Герцеговини у складі СФРЮ.

## Самовизначення
За даними останнього перепису населення 2013 року в Боснії і Герцеговині, більшу частину населення складають босняки, серби і хорвати. Деякі називають себе «боснійцями», проте тих, хто вказав цю національність, відносять до категорії «Інші» (поряд з тими, хто вказав «мусульмани», «євреї», «цигани», «албанці» тощо) — таких налічується всього 2,7 %. У Книзі фактів ЦРУ згадуються «боснієць» і «герцеговинець» як етноніми, причому синонімічні один одному.
Опитування, проведене Програмою розвитку ООН, показало, що:
- 57 % населення Боснії та Герцеговини в першу чергу, говорячи про себе, вказують свою національність, а 43 % — громадянство Боснії і Герцеговини;
- 75 % опитаних сказали, що, думаючи про себе як про представника одного з трьох народів, також думають про себе як про громадянина Боснії і Герцеговини;
- 43 % зазначили, що в першу чергу ідентифікують себе як громадян Боснії і Герцеговини; 14 % — як представників конкретного народу; 41 % вказують завжди і те, й інше.

Факультет спорту і фізичного виховання університету Чорногорії і Новосадський університет за результатами дослідження назвали боснійців найбільш високорослими людьми світу.